# Tim Postovit
Tim Postovit (* 1. října 1996 Kyjev) je český básník, slamer, překladatel a lektor ukrajinského původu.

## Život
Po absolutoriu střední zdravotnické školy nastoupil na Filozofickou fakultu Univerzity Karlovy, kde studoval obor rusistika. Pracoval jako lektor českého jazyka, překládá texty z ruštiny a pořádá autorská čtení. Některé jeho překlady publikoval čtvrtletník Revolver Revue. Z nich lze zmínit například projekt Újezdní básně. V roce 2019 debutoval se svou oficiálně první sbírkou Magistrála, básně z ní nakladatelství Host uveřejnilo v ročence Nejlepší české básně. Postovitovy texty vyšly například na serveru Literarni.cz, v Deníku referendum, magazínu Legalizace, Vogue a dalších. V roce 2021 vyšla jeho druhá kniha Motýlí pavilon (Host). Žije v Praze.
Tim Postovit patří také mezi přední české slam poetry performery. V roce 2019 se stal společně s Šimonem Felendou mistrem České republiky v duoslamu.

## Dílo

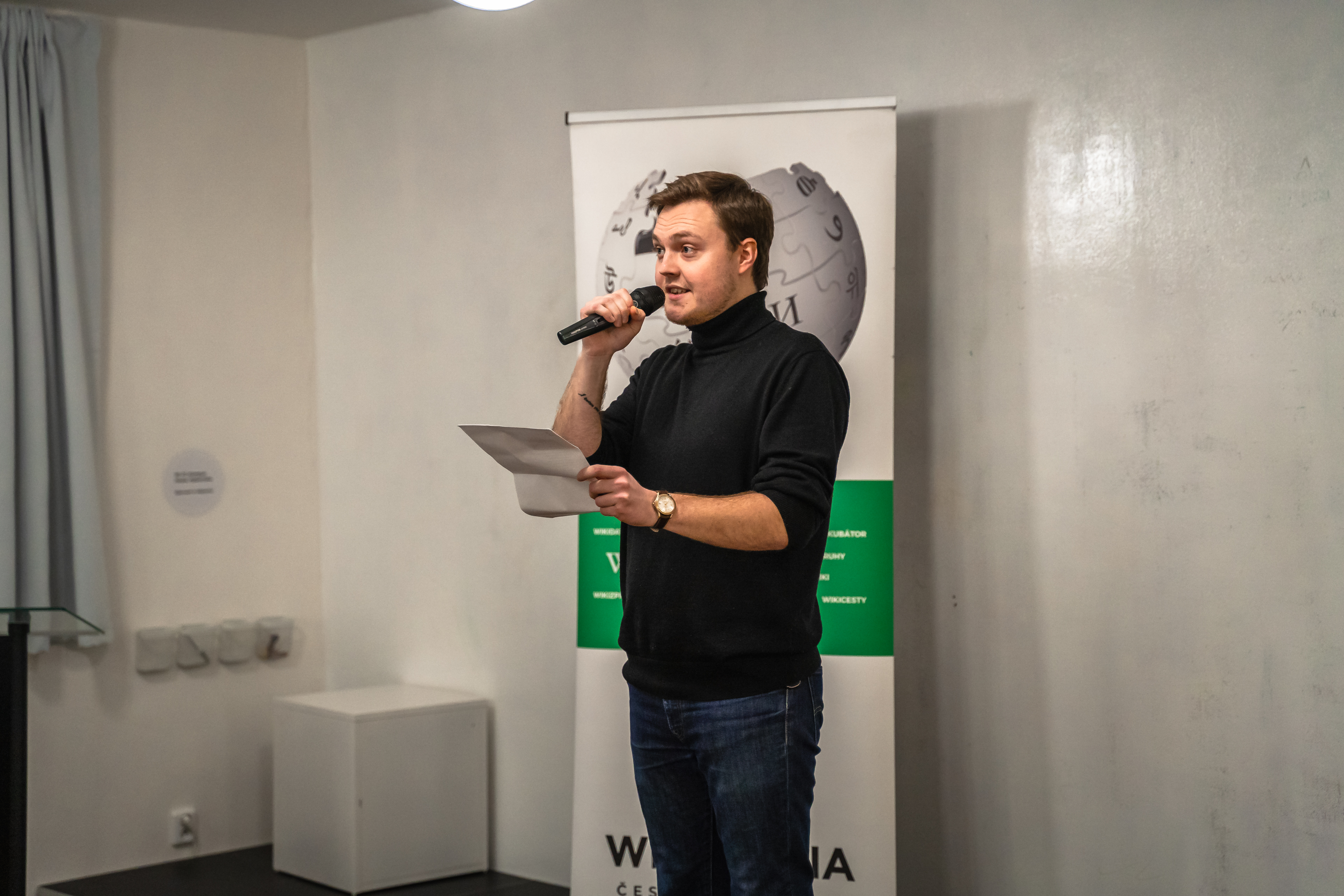
Tim Postovit na Večeru svobodné kultury 2024

- Tim Postovit na Večeru svobodné kultury 2024Magistrála (Pointa, 2019)
- Motýlí pavilon (Host, 2021)